# اسپنیمور
latitudeاسپنیمورlongitudeاسپنیمور
اسپنیمور (به انگلیسی: Spennymoor) یک منطقهٔ مسکونی در انگلستان است که در شمال شرقی انگلستان واقع شده‌است.

## خصوصیات
اسپنیمور ۱۷٬۸۰۰ نفر جمعیت دارد.